# SP Cailungo
Die SP Cailungo ist ein Sportverein aus der san-marinesischen Ortschaft Cailungo. Der Verein nimmt am Ligabetrieb der nationalen Meisterschaft, dem Campionato Sammarinese di Calcio, teil.

## Geschichte
Der Verein wurde 1974 gegründet. 2002 holte der Verein mit dem Gewinn der Trofeo Federale seinen bislang einzigen Titel.

## Erfolge
- Trofeo Federale: 1
2002